# Wharton (Nova Jersey)
Wharton és una població dels Estats Units a l'estat de Nova Jersey. Segons el cens del 2007 tenia 6.127 habitants.

## Demografia
Segons el cens del 2000, Wharton tenia 6.298 habitants, 2.328 habitatges, i 1.599 famílies. La densitat de població era de 1.110,4 habitants per km².
Dels 2.328 habitatges en un 34,6% hi vivien nens de menys de 18 anys, en un 52,1% hi vivien parelles casades, en un 12% dones solteres, i en un 31,3% no eren unitats familiars. En el 26,5% dels habitatges hi vivien persones soles el 10,4% de les quals corresponia a persones de 65 anys o més que vivien soles. El nombre mitjà de persones vivint en cada habitatge era de 2,7 i el nombre mitjà de persones que vivien en cada família era de 3,28.
Per edats la població es repartia de la següent manera: un 26% tenia menys de 18 anys, un 6,8% entre 18 i 24, un 34% entre 25 i 44, un 21,9% de 45 a 60 i un 11,3% 65 anys o més.
L'edat mediana era de 36 anys. Per cada 100 dones de 18 o més anys hi havia 88,8 homes.
La renda mediana per habitatge era de 56.580 $ i la renda mediana per família de 64.957 $. Els homes tenien una renda mediana de 42.311 $ mentre que les dones 36.016 $. La renda per capita de la població era de 25.168 $. Aproximadament el 6,4% de les famílies i el 8,3% de la població estaven per davall del llindar de pobresa.

## Poblacions més properes
El següent diagrama mostra les poblacions més properes.